# Hưng Hóa Tồn Tương
Hưng Hóa Tồn Tương (zh: 興化存奬, ja: Kōke Zonshō, 830-888) là Thiền sư Trung Quốc đời Hậu Đường, đệ tử đắc pháp của Thiền sư Lâm Tế Nghĩa Huyền. Sư là người đã hiệu đính tập Lâm Tế Ngữ Lục - một tác phẩm quan trọng ghi lại phong cách giáo hoá và pháp ngữ của Thiền sư Lâm Tế.
Mặc dù Thiền sư Tam Thánh Huệ Nhiên là trưởng tử của Lâm Tế nhưng truyền thừa của Tam Thánh chỉ kéo dài vài đời rồi dứt. Do vậy, pháp hệ truyền thừa của Lâm Tế Tông nhờ sư và các thế hệ đệ tử kế tiếp thủ trì mà còn tồn tại. Vì lý do này, sư được coi là Nhị tổ của Tông Lâm Tế. Sư có đệ tử đắc pháp là Thiền sư Nam Viện Huệ Ngung.

## Cơ duyên và hành trạng
Sư họ Khổng, quê ở vùng Khuyết Lí, Trung Quốc. Khi lớn lên, sư xuất gia rồi sau đó đến tham vấn và làm thị giả dưới thiền hội của Thiền Sư Lâm Tế Nghĩa Huyền. Mặc dù được gần gũi Lâm Tế nhiều năm đến khi Lâm Tế tịch, sư vẫn chưa triệt ngộ.
Sau khi Lâm Tế tịch, sư đến tham học với pháp huynh là Thiền sư Tam Thánh Huệ Nhiên và làm thủ toạ tại đây, Sư thường nói: "Ta nhắm phương Nam đi hành cước, một phen gặp được đầu gậy, mà chẳng từng tìm ra một người hội Phật pháp". Tam Thánh nghe được nói: "Ngươi đủ con mắt gì mà nói thế ấy?". Sư liền hét. Tam Thánh nói: "Phải là ngươi mới được". Thiền Sư Đại Giác nghe chuyện này mong có ngày gặp sư để thử tài.

Sau, sư lại đến làm viện chủ dưới thiền hội của pháp huynh là Thiền sư Ngụy Phủ Đại Giác và triệt ngộ tại đây. Cơ duyên đốn ngộ của sư được ghi lại như sau:
Một hôm, Thiền sư Đại Giác hỏi: "Viện chủ! Ta nghe ông nói: Nhắm phương Nam đi hành cước, một phen gặp được đầu gậy, mà chẳng từng tìm ra một người hội Phật pháp, ông y cứ vào đạo gì mà nói như thế?" Sư liền hét, Đại Giác liền đánh, sư lại hét, Đại Giác lại đánh. Hôm sau, Sư đi ngang qua pháp đường, Đại Giác gọi: "Viện chủ, ta vẫn còn nghi hai tiếng hét của ông hôm qua". Sư lại hét, Đại Giác lại đánh. Sư lại hét, Đại Giác lại đánh. Sư bèn nói: "Tôi ở chỗ sư huynh Tam Thánh học được câu khách chủ, nay bị sư huynh bẻ gẫy rồi, xin cho tôi pháp môn an lạc". Đại Giác bảo: "Cái gã mù, đến trong ấy đã chịu thua, cổi áo nạp ra đánh đòn một trận". Ngay đây, Sư ngộ được chổ Lâm Tế ngày trước bị Hoàng Bá cho ăn 3 lần gậy.
Sau khi đắc đạo, sư đến trụ trì tại Hưng Hóa Tự (興化寺) ở Ngụy Phủ và tuyên xướng tông phong của mình. Tại đây, sư đã hiệu đính bản Lâm Tế Lục. 
Vua Đường Trang Tông từng có lần đi Hà Bắc, rồi về đến Ngụy Phủ, ở tại Hành Cung. Nghe danh tiếng sư, bèn sai sứ giả mời gặp. Vua hỏi: "Trẫm thâu Trung Nguyên nhận được hòn ngọc quí, chưa từng có người trả giá".  Sư nói: "Xin Bệ hạ cho xem". Vua lấy hai tay vuốt từ đầu đến chân. Sư nói: " Ngọc quí của quân vương ai dám trả giá". Qua lời đối đáp, vua rất mến mộ và ban thưởng ca- sa Tử Y và kiệu ngồi, nhưng sư từ chối. Vua lại đổi ban sư con ngựa, sư nhận:

Sư thị tịch vào năm đầu niên hiệu Văn Đức, hưởng thọ 59 tuổi. Vua ban hiệu là Quảng Tế Đại Sư, tháp hiệu Thông Tịch. Cách thị tịch của sư cũng rất kỳ lạ, truyện kể lại như sau: 
Sư cỡi ngựa vua ban, bị ngựa quăng té gẫy chân. Sư gọi: "Viện chủ! chuốt cho ta một cái chân cây". Viện chủ chuốt xong đem đến, Sư cặp vào khấp khểnh đi quanh viện, hỏi tăng chúng: "Các ngươi biết Lão tăng chăng?". Chúng đáp: "Làm sao mà không biết Hoà thượng". Sư bảo: "Pháp sư què nói được đi chẳng được". Sư đến pháp đường sai Tri sự đánh chuông gọi chúng. Chúng tụ họp, sư bảo: "Lại biết Lão tăng chăng?", chúng không đáp. Sư ném chân cây, ngồi thẳng thị tịch.
Sư có để lại cuốn Hưng Hoá Tồn Tưởng Thiền sư ngữ lục (zh: 興化存獎禪師語錄, 1 quyển), gọi tắt là Hưng hóa ngữ lục, Quảng tế đại sư ngữ lục.

## Pháp ngữ
Sư thượng đường, niêm hương nói: "Một cây hương này vốn vì sư huynh Tam Thánh, Tam Thánh đối với ta rất ít ỏi; vốn vì sư huynh Đại Giác, Đại Giác đối với ta rất dư dật; chẳng bằng cúng dường tiên sư Lâm Tế".
Sư dạy chúng: "Ta chỉ nghe ngoài hành lang hét, ở giá sau cũng hét. Các ông chớ có hét mù, hét loạn, dù cho hét được Hưng Hóa bay đến trụ trong giữa trời, lại phải rơi xuống tắt thở, đợi Hưng Hóa tỉnh lại sẽ bảo ông "chưa hiện tại". Vì cớ sao? Ta chưa từng nhằm trong màn lụa đỏ để chân châu, với những người các ông hét loạn trong hư không để làm gì?''.